# Villa Il Castelletto
Villa "Il Castelletto" noto anche come solo "il Castelletto" è un antico fortilizio medievale situato nella contrada di Vallorto nell'omonima località di Torreglia, nei colli Euganei in provincia di Padova. Si tratta di un complesso di edifici, non visitabile, che si situa sulla cima della collina Castelletto, in principio costruito con scopi difensivi per poi passare a dimora signorile ed infine a monastero.

## Storia

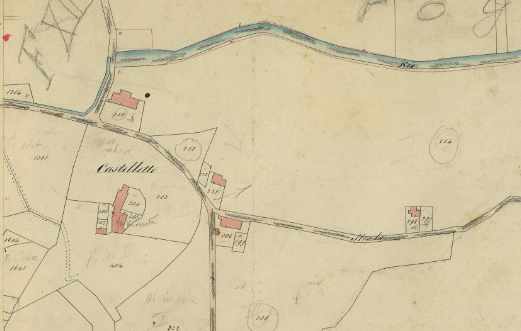
Il Castelletto di Torreglia raffigurato nel Catasto austriaco del 1846

Sul poggio del Castelletto a partire dal XIII secolo è attestata la presenza di un insediamento militare fortificato con sperone e feritoia (visibili ancora insieme ai muri di origine medievale), per la volontà dell’imperatore longobardo Berengario I il quale ordinò la costruzione di castelli in difesa dalle invasioni barbariche. 
Per avere notizie certe sul Castelletto bisogna fare riferimento al XIII secolo, con il passaggio di proprietà della famiglia padovana dei Bibi, al servizio del tiranno Ezzelino da Romano. 
Nella seconda metà del Quattrocento è divenuto luogo di villeggiatura della nobile famiglia degli Aliprandi che, cacciata da Milano dai Visconti, si trasferì a Padova al tempo del dominio carrarese. Ancora oggi, all'ingresso del Castelletto, si nota lo stemma degli Aliprandi.
Il Castelletto apparteneva al canonico Matteo Aliprandi, del quale esiste tutt'oggi un'iscrizione sull'architrave di una porta e, alla sua morte il 20 luglio 1493, passò alla sorella Elisabetta. Quest'ultima morì di peste nel 1576 e la proprietà venne ereditata dai monaci benedettini di Santa Giustina di Padova i quali vi costruirono una chiesa (1584) posta sotto il patrocinio della Vergine e, inoltre, resero la villa in un'azienda agricola, formata da 700 campi di cui 300 a bosco.
Nel periodo napoleonico il complesso (con una superficie complessiva di 240 ettari) venne requisito e successivamente acquistato dal ricco mercante veneziano Angelo Comello. In seguito, all’inizio del XIX secolo, il Castelletto passò ai principi Giovanelli che ne fecero una residenza patrizia e poi al Sovrano Militare Ordine di Malta. Dal secondo dopoguerra appartiene alla famiglia Todeschini. 

## Descrizione
La struttura del Castelletto è formata da:
- la parte abitativa
- una pianta quadrangolare
- la chiesa con il suo campanile

La parte abitativa presenta una struttura piuttosto imponente ed è separata dalla chiesa grazie ad un passaggio coperto. Per attraversare questo passaggio è necessario salire una rampa di scale in pietra poste all’esterno occidentale. Il portale d’ingresso è archivoltato con sesto pieno ed è terrazzato e decorato all’italiana.
Nelle facciate della tenuta si alternano parti intonacate e ad altre lasciate in pietra.
Attualmente il complesso è la residenza della famiglia Todeschini-Lovisatti, mentre gli edifici che erano una volta casa del gastaldo (cantina, stalle, torre colombara, brolo, forno per il pane) sono oggi di proprietà delle Cantine Bernardi.

### Abitazione Aliprandi
A destra dell’ingresso del Castelletto sorge un edificio che un tempo era l’abitazione del canonico Aliprandi. Nella prima sala a pian terreno, è riapparsa in alto sulle pareti una fascia di decorazioni a fresco di derivazione mantegnesca di fine quattrocento e, sempre il canonico Matteo Aliprandi, fece incidere il suo nome sull’architrave della porta.

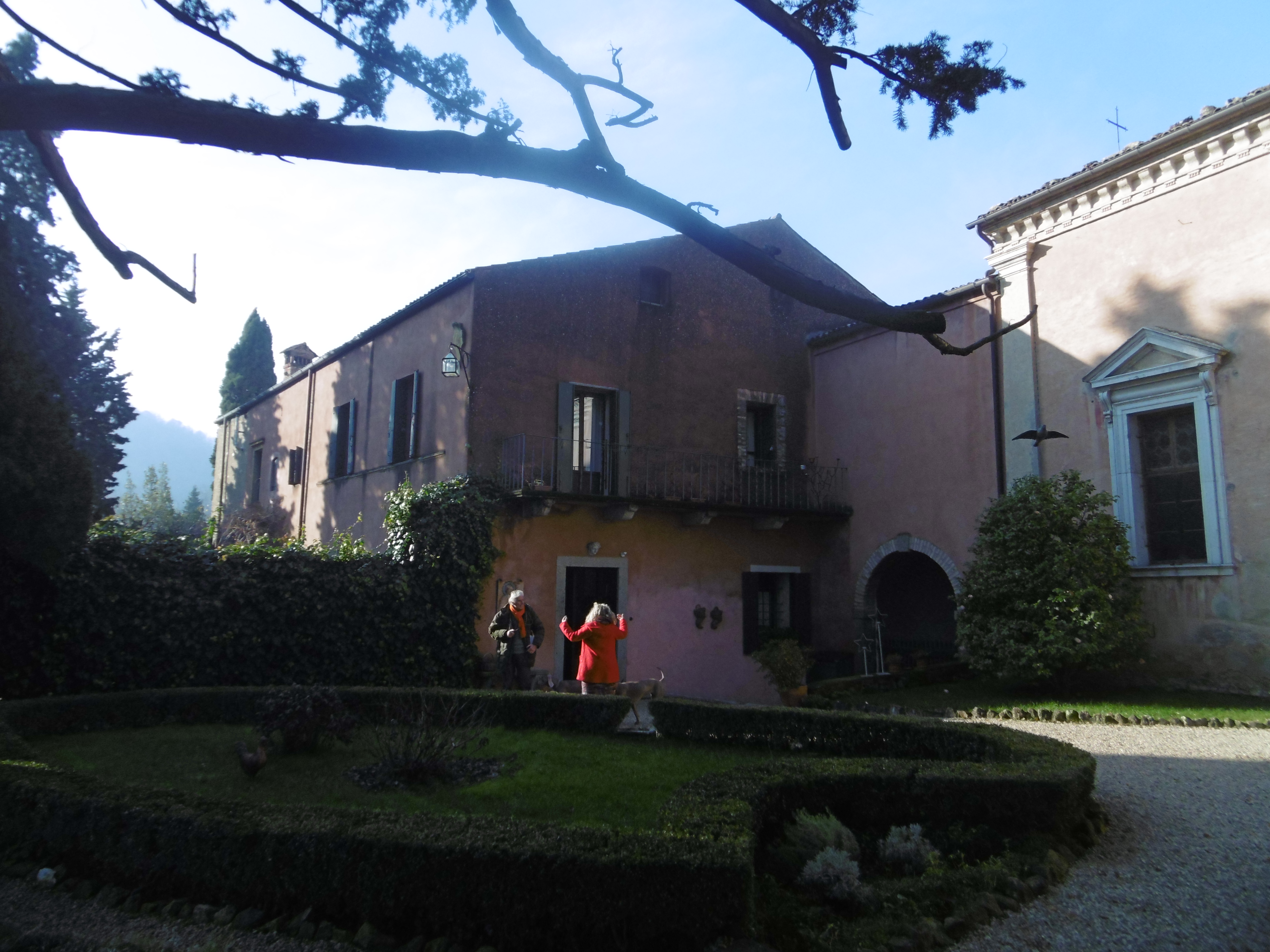
L'abitazione del canonico Aliprandi
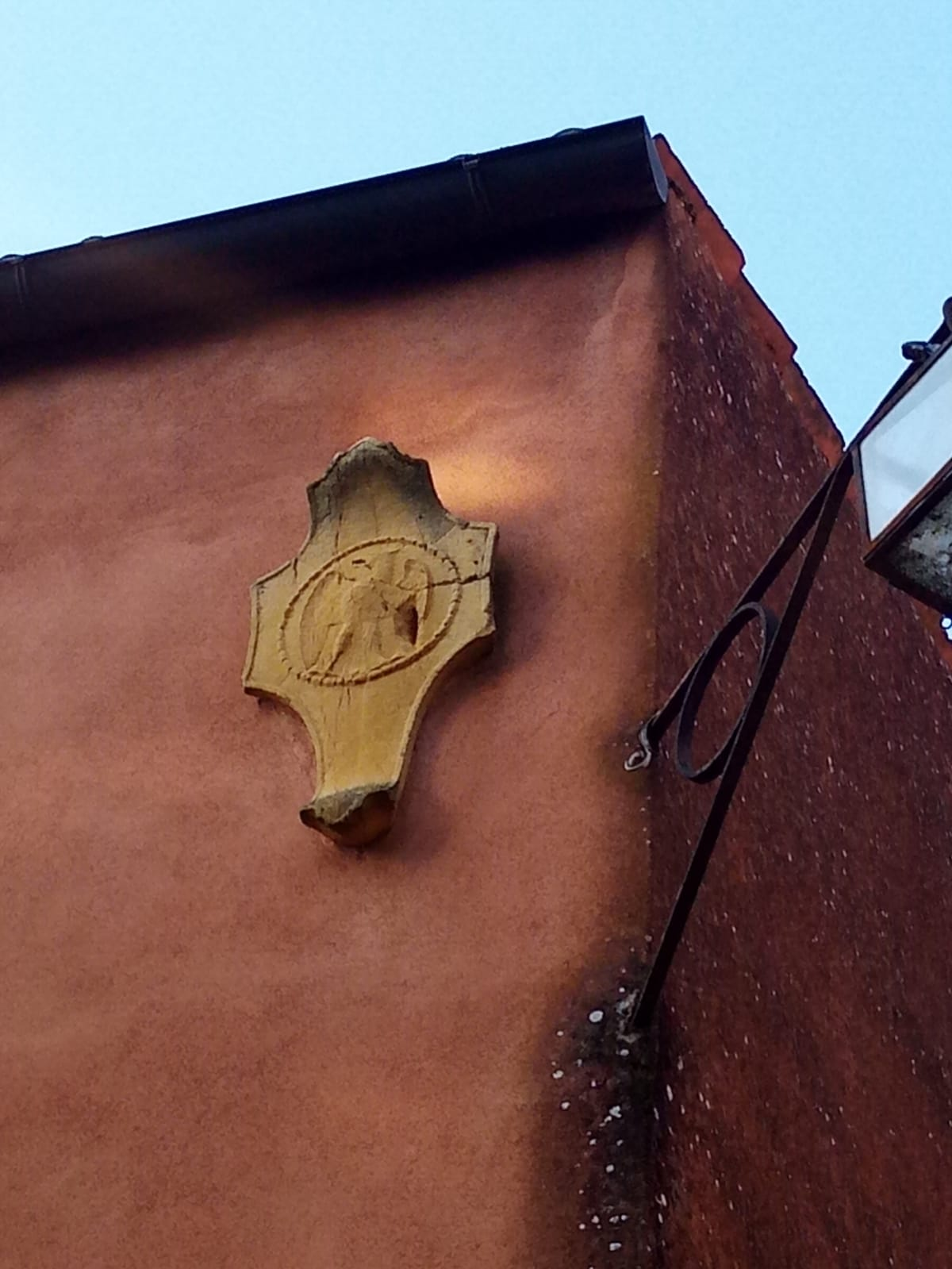
Lo stemma della famiglia Aliprandi
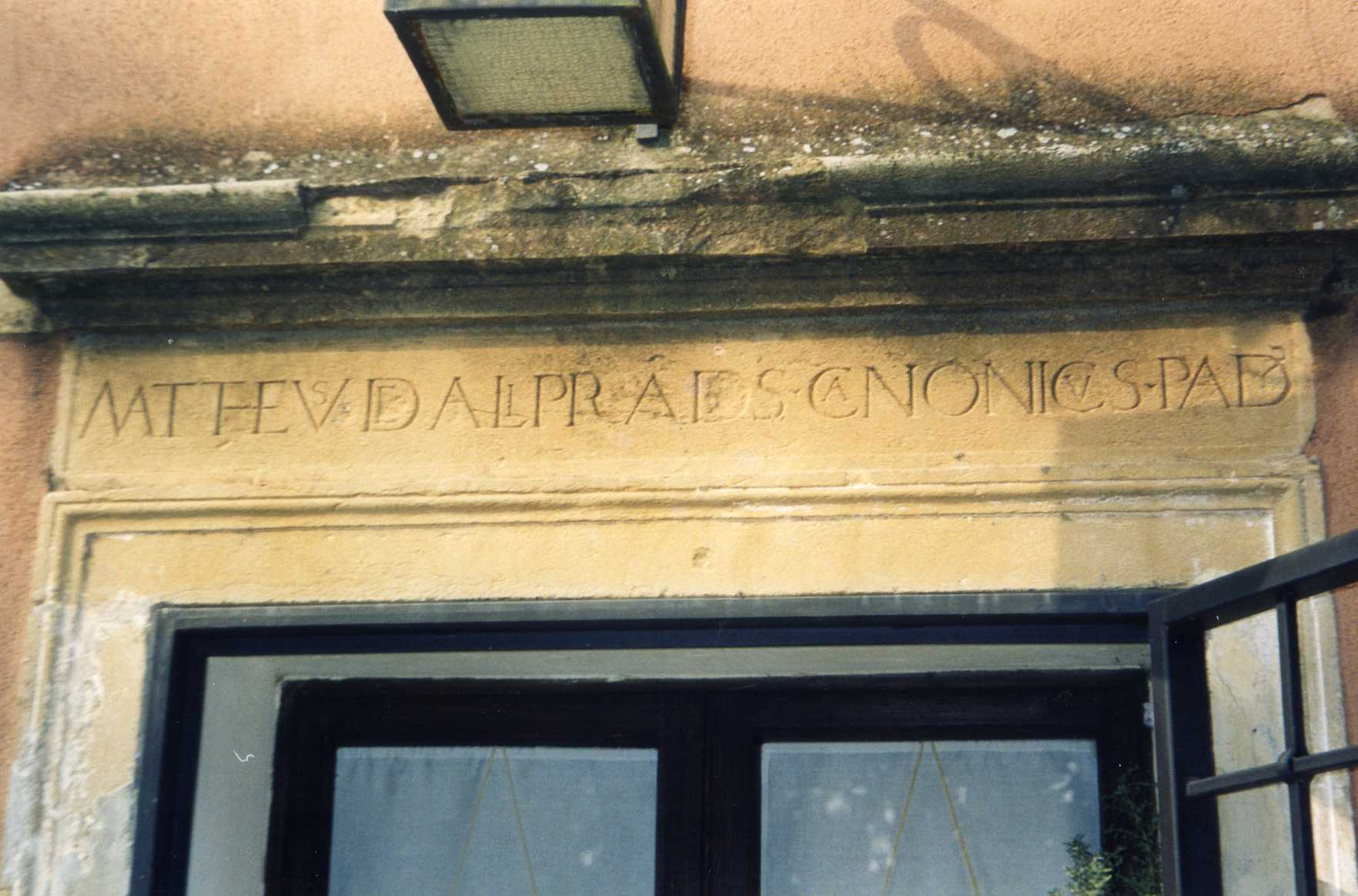
L'iscrizione del canonico Aliprandi

### Chiesa
A sinistra dell’arcone dell’ingresso del Castelletto è ubicata la chiesa, la cui facciata è composta da lesene sormontate da un cornicione classico. Essa è stata eretta nel 1548 presentando  un doppio ingresso, uno pubblico (nel sottoportico) e uno padronale (sul lato lungo, dal giardino).
L’interno della chiesa era costituito da una navata unica rettangolare con pareti caratterizzate da paraste di ordine tuscanico, proprio come quelle all’esterno che sorreggono un architrave ed incorniciano il portale e le due finestre. Il portale e le due finestre sono, infine, sormontati da un timpano triangolare su mensole a modiglione colorate. Il soffitto invece è piano ed è in cassettonato di legno.

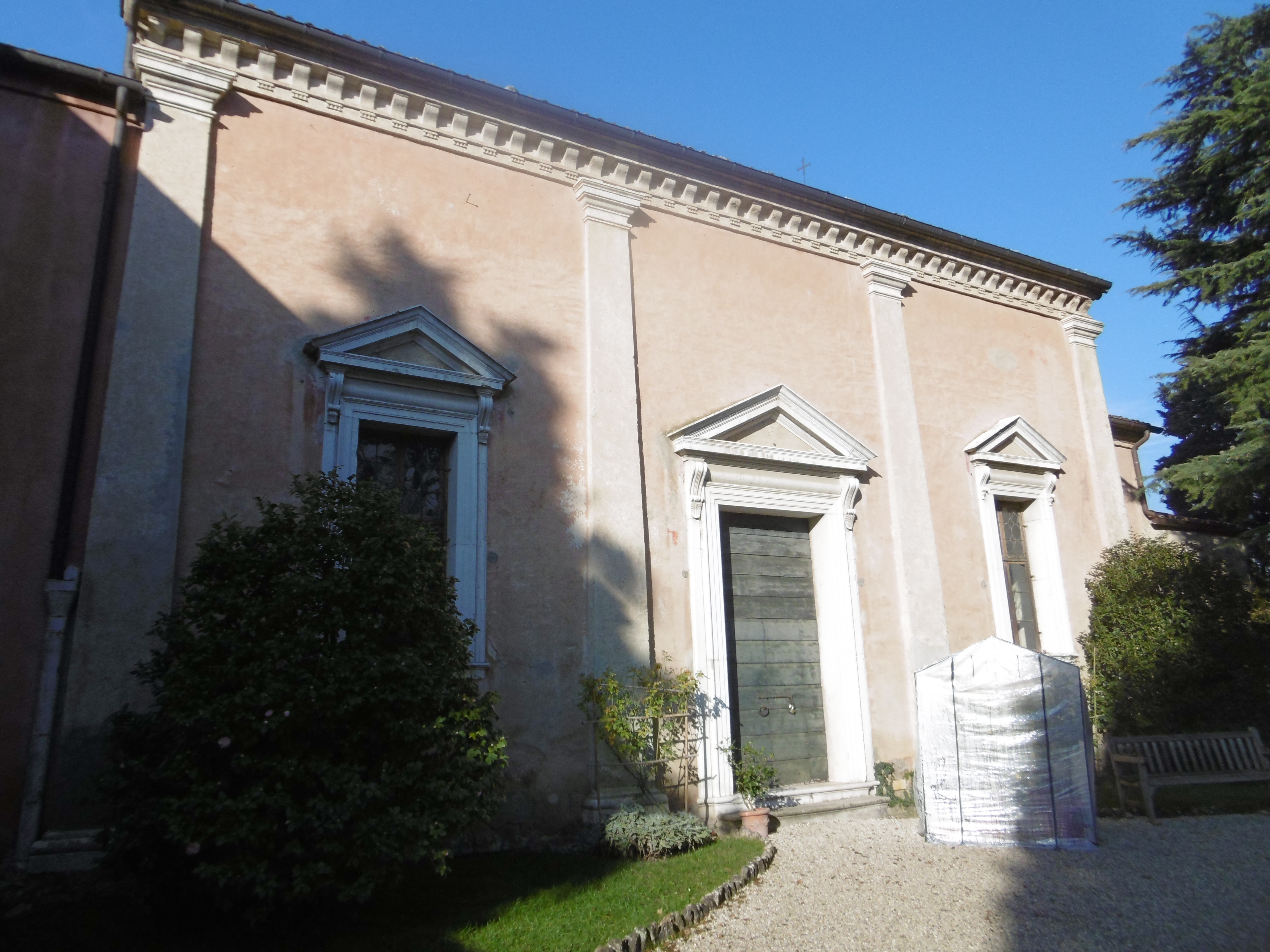
La facciata della chiesa
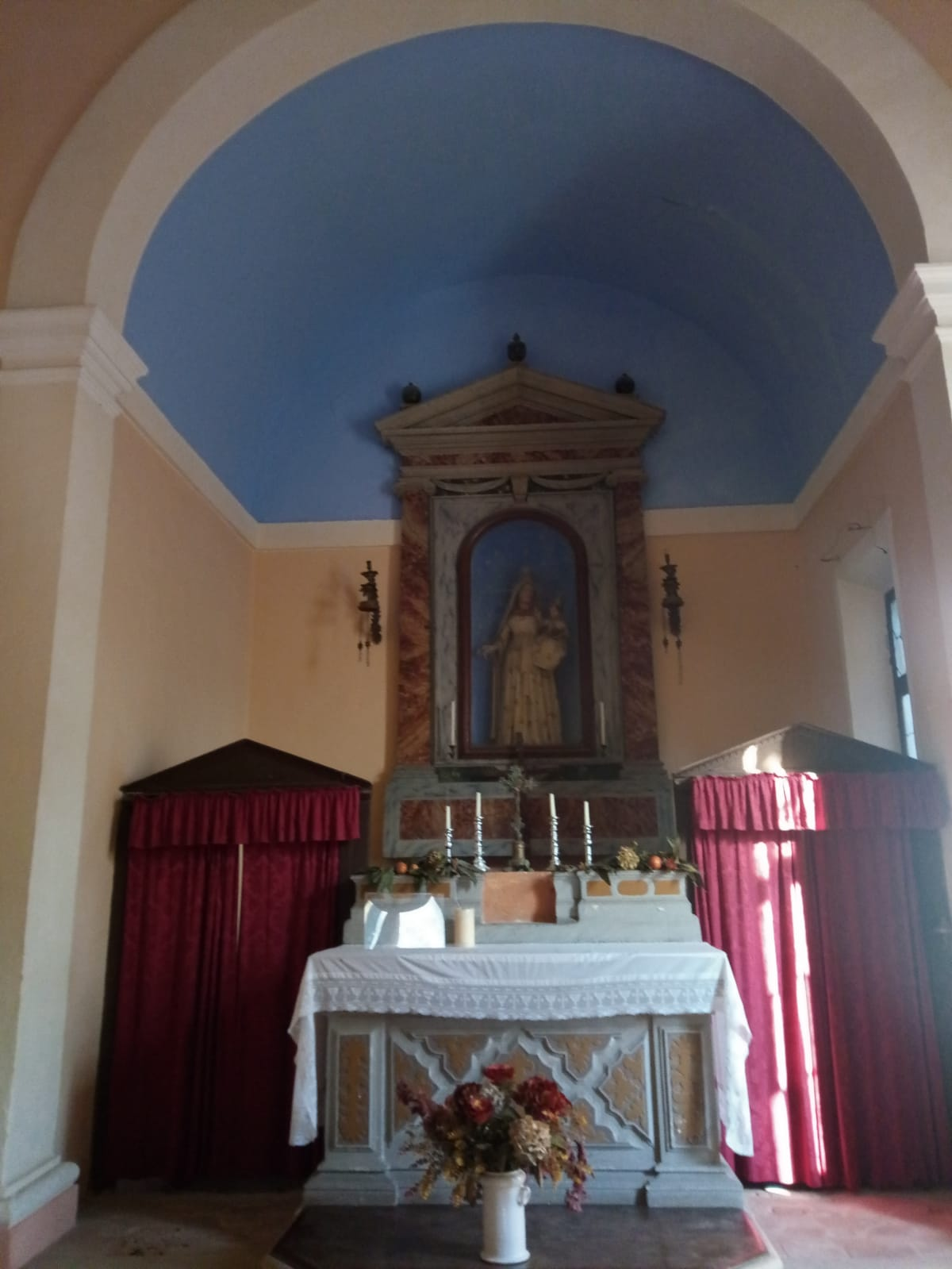
L'interno della chiesa
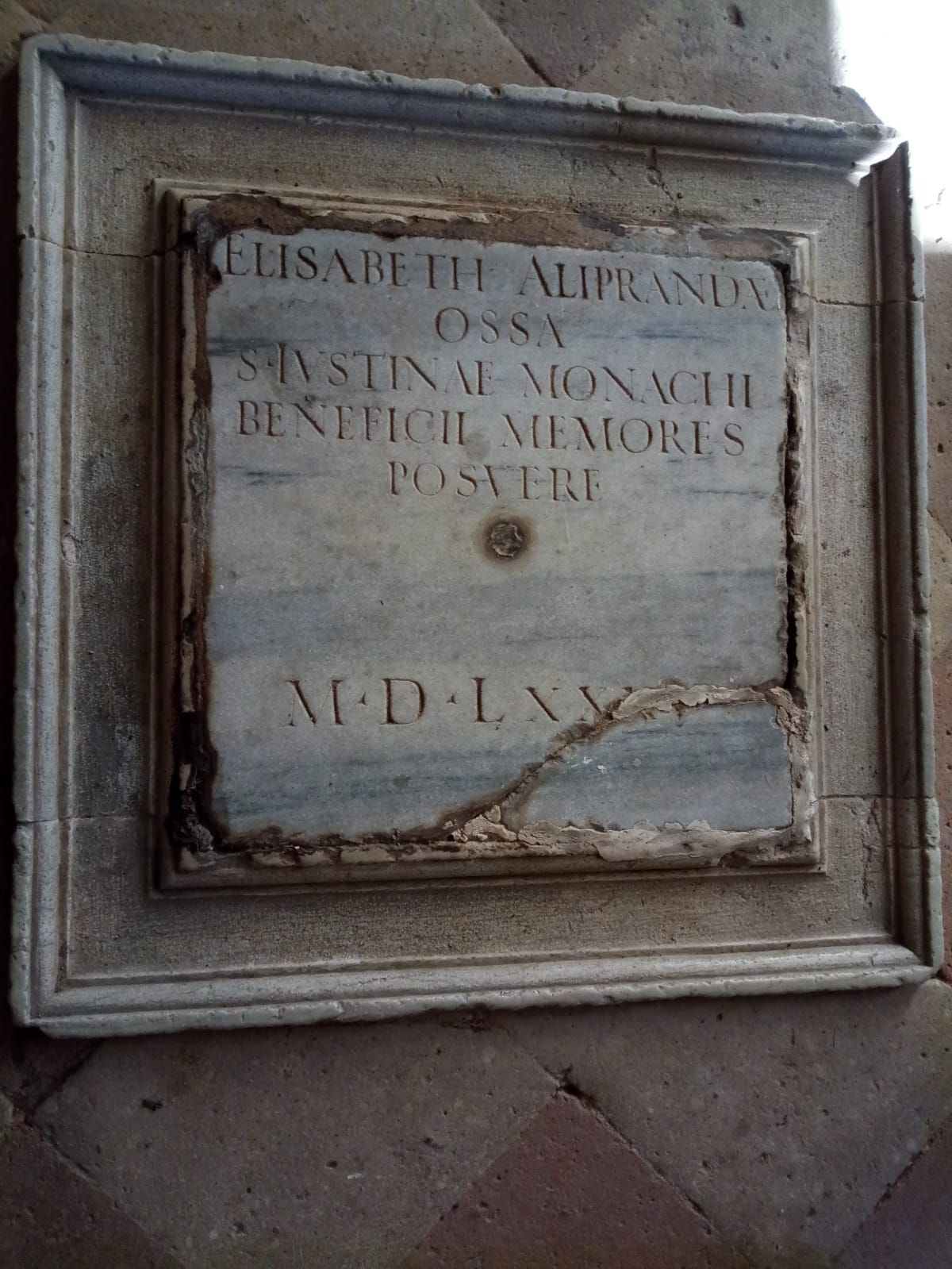
La tomba di Elisabetta Aliprandi